# L'Île du bout du monde
Pour plus de détails, voir Fiche technique et Distribution.
L'Île du bout du monde est un film français réalisé par Edmond T. Gréville et sorti en 1959.

## Synopsis
Trois jeunes femmes et un homme se retrouvent, isolés, sur une île déserte après un naufrage.

## Fiche technique
- Titre : L'Île du bout du monde
- Réalisation : Edmond T. Gréville
- Auteur de l'œuvre originale : Henri Crouzat
- Dialoguiste : Henri Crouzat
- Décors : Jean Douarinou
- Photographie : Jacques Lemare
- Montage : Jean Ravel
- Son : Jacques Lebreton
- Musique : Charles Aznavour, Eddie Barclay, Marguerite Monnot, Jean-Pierre Landreau
- Production : Jean Joannon pour  Riviera International Films
- Format : Noir et blanc - 35 mm
- Pays de production :  France
- Durée: 104 minutes
- Date de sortie:  
  - France - 4 mars 1959

## Distribution
- Magali Noël : Jane
- Dawn Addams : Victoria
- Rossana Podestà : Caterina
- Christian Marquand : Patrick

## Autour du film
Le film a été tourné sur la Côte d'Azur (Alpes-Maritimes), du 7 juillet au 6 septembre 1958.